# Statická elektřina

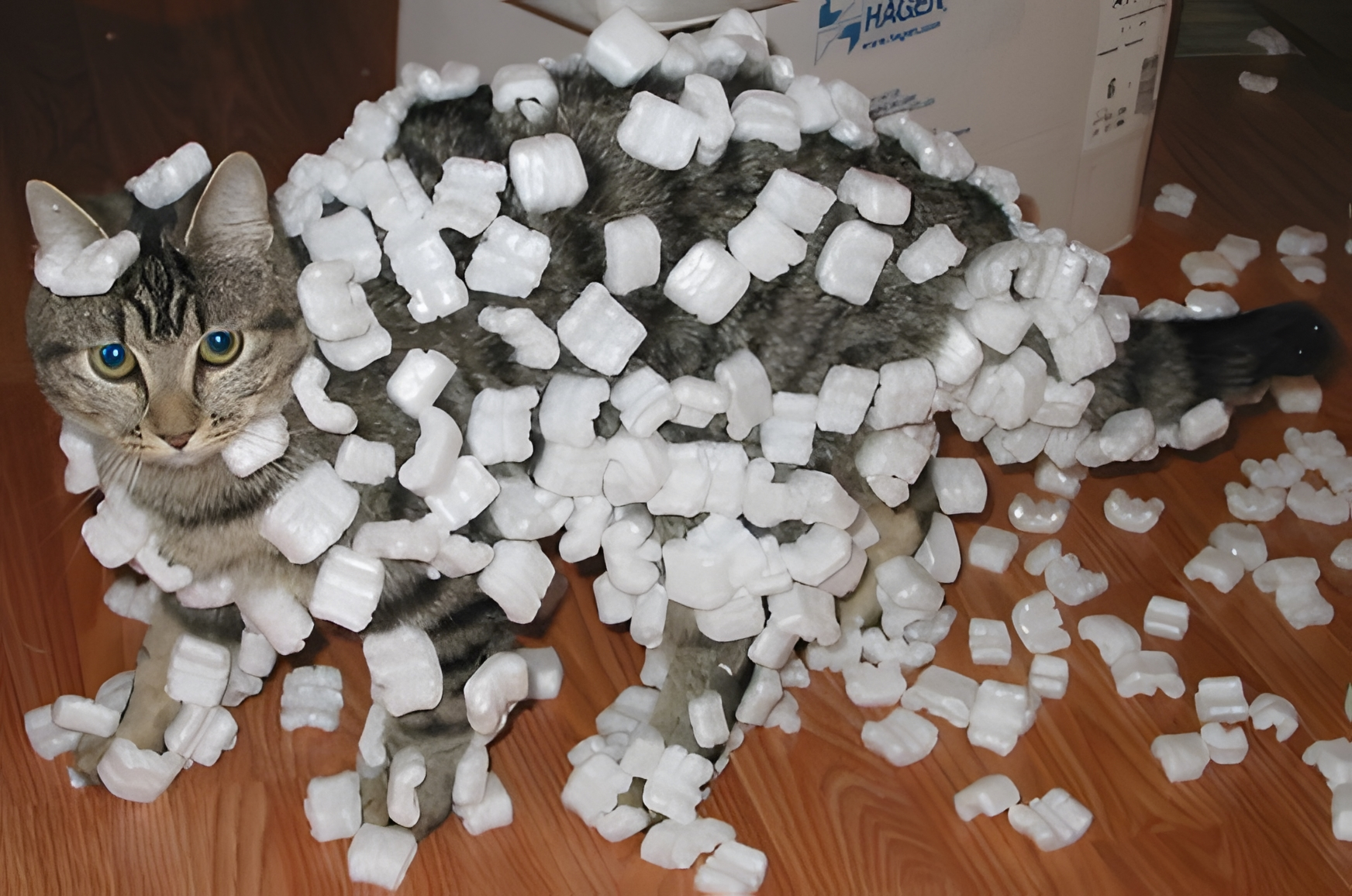
Kočka s "přilepenými" polystyrenovými kousky, které na ní drží díky statické elektřině (polystyren je opačně nabitý než kočka).

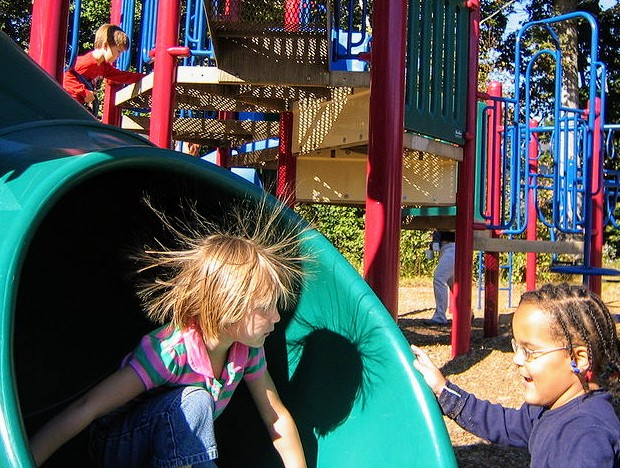
Působením statické elektřiny (přesněji vzájemným odpuzováním shodně nabitých vlasů) mohou vstát vlasy na hlavě.

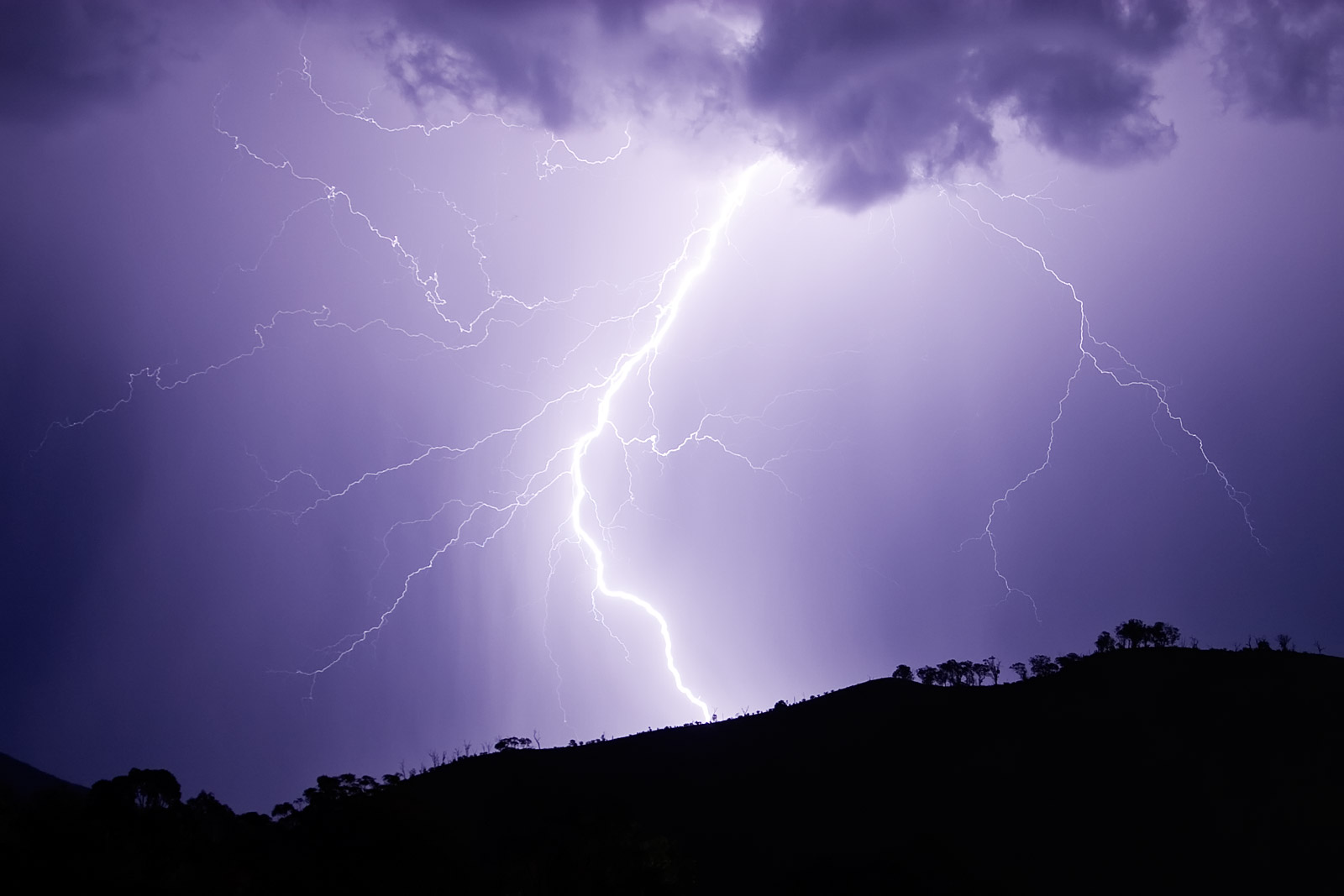
Blesk je vlastně výboj statické elektřiny.

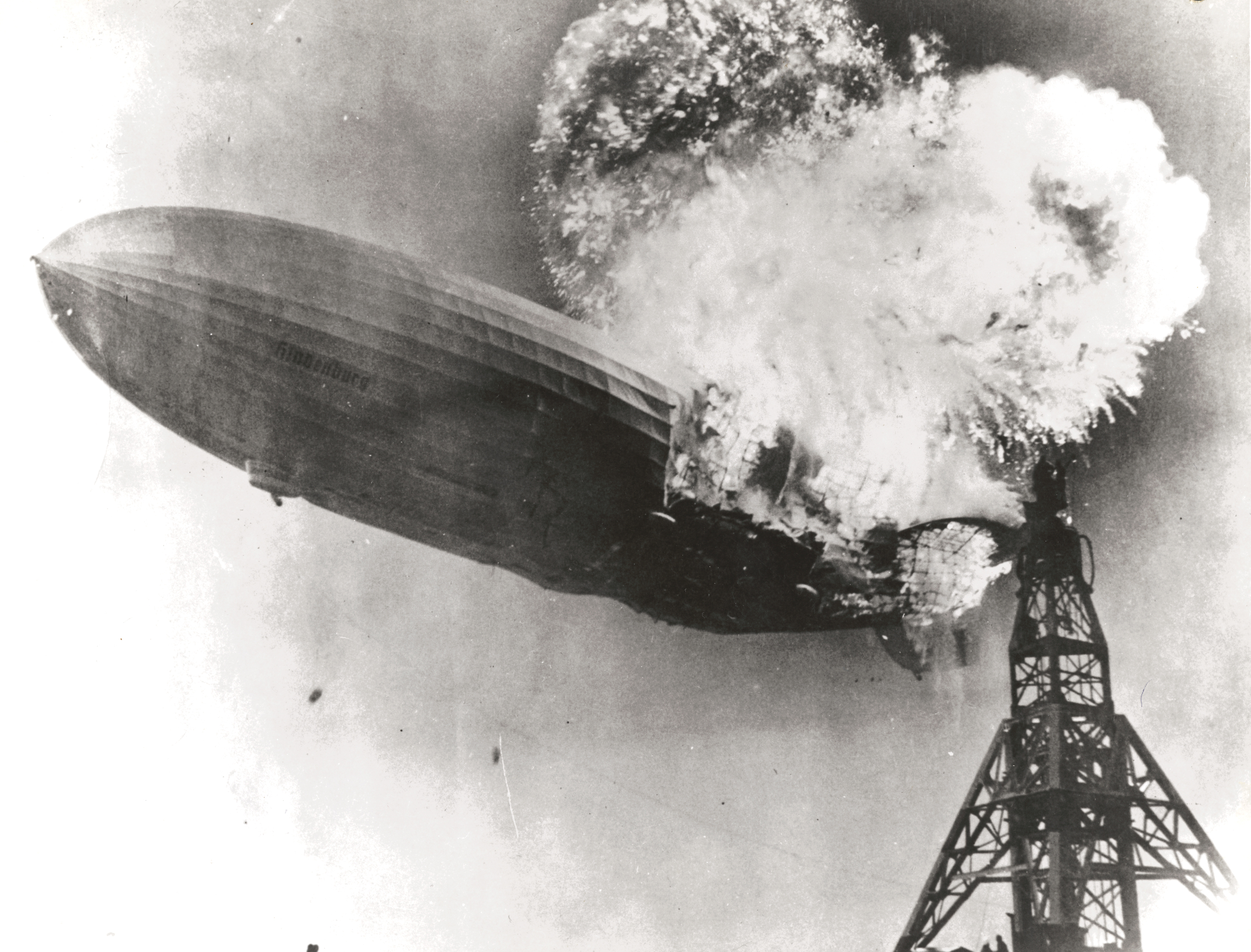
Vzducholoď Hindenburg byla pravděpodobně zapálena výbojem statické elektřiny, neboť vzducholoď byla nejspíš proti zemi elektricky nabitá.

Statická elektřina je označení pro jevy, způsobené nashromážděním elektrického náboje na povrchu různých těles a předmětů a jejich výměnou při vzájemném kontaktu.
Statický náboj vzniká, když dva materiály přicházejí spolu do styku a opětovně se oddělují, nebo jejich třením (tribolelektrické nabíjení). To způsobuje rozdělení nebo převod negativních elektronů z jednoho atomu na druhý. Velikost náboje je závislá na řadě faktorů, jako jsou materiál (jeho elektrické a fyzikální vlastnosti), teplota, vlhkost, tlak a rychlost oddělení materiálů. Čím větší je tlak nebo rychlost oddělení, tím větší je náboj. Statický náboj vzniká hojně v zimních měsících (nízká vlhkost). Je to proto, že některé materiály jsou schopny absorbovat vlhkost (vodu) ze vzduchu do sebe a tím se stávají více vodivými.

## Příčiny
Všechny materiály jsou tvořeny atomy – částicemi, které ještě charakterizují vlastnosti materiálu. Každý atom obsahuje kladné i záporné částice – v neutrálním stavu je jejich součet roven nule. Při ztrátě některé z částic se atom stává iontem – má kladný nebo záporný náboj. Ionty s opačnými náboji se navzájem přitahují, se stejnými se odpuzují.
Materiály lze rozdělit do dvou základních skupin – vodiče a izolanty. Ve vodiči se mohou elektrony volně pohybovat – vodič může být v izolovaném prostředí staticky nabit a při kontaktu s uzemněním snadno vybit. Izolant si může uchovat svůj statický náboj po velice dlouhou dobu a dokonce může mít náboj o různé polaritě na různých místech. V izolantech se elektrony nemohou volně pohybovat a proto nelze izolanty snadno zbavit jejich náboje uzemněním.

## Praktický význam
Statický náboj způsobuje v normálním životě i pracovních procesech mnoho problémů. Přeskok náboje při vystupování z automobilu, pokrývání ploch přitahovanými prachovými částicemi, problémy při umisťování fólií a nálepek na plochy, poškození citlivých elektronických součástek nebo zařízení, výbuch v nebezpečných prostředích a požáry. Vodiče jsou zbavovány statického náboje uzemněním. Neutralizace statického náboje na izolantech je realizována ionizátory (ionizéry) – principem je proud vzduchu, který je rozdělen na kladné i záporné ionty. Tyto jsou na vybíjeném předmětu přitahovány ionty s opačným nábojem a tím dochází k neutralizaci statického náboje.
Statický náboj dokáže být i užitečným, například tím, že materiály drží dočasně pohromadě a tím zjednoduší výrobní procesy.
Další možností využití statické elektřiny jsou elektrostatické odlučovače drobných částic z proudu plynů. Plyn s prachem je veden přes elektrody s napětím několika desítek kilovoltů, na kterých se částice elektricky nabijí a jsou pak přitaženy ke sběrné elektrodě s opačným nábojem.
Další významnou oblastí využití elektrického náboje jsou laserové tiskárny a kopírky. Částice toneru jsou pomocí elektrického pole přeneseny na papír, kde jsou následně zafixovány působením tepla.

## Jak se zbavit statické elektřiny?
Nežádoucí statické elektřiny doma nebo v kanceláři se můžete zbavit využitím zvlhčovače vzduchu. Pokud se statická elektřina objevuje při nošení oblečení, je vhodné při praní využívat aviváž. Pokud se statická elektřina objevuje při kontaktu s pokožkou, je vhodné využívat hydratační krémy nebo tělové oleje. Když statická elektřina působí problém u vlasů, hodí se na vlasy využívat kosmetiku se silikonem.